# Accidente aéreo de Manaus Aerotáxi de 2009
El accidente aéreo de Manaus Aerotáxi de 2009 ocurrió en el estado de Amazonas en Brasil el 7 de febrero de 2009 cerca de las 13:50 hora local. El vuelo había despegado del municipio de Coari, ubicada a 360 kilómetros de Manaus, hacia donde se dirigía, pero cayó a tierra a unos 100 kilómetros al sureste de su destino en el río Manacapuru, matando a 24 de sus 28 pasajeros.
En el avión, un Embraer de dos turbohélices Bandeirante que volaba para la línea Manaus Aerotáxi, viajaban 26 pasajeros (entre ellos varios niños) y dos tripulantes.
Durante las primeras horas del 8 de febrero los cuerpos de las 24 personas fallecidas fueron rescatados.
Aunque inicialmente se había dicho que en el avión viajaban 24 personas, posteriormente se conoció que cuatro pasajeros lograron escapar del avión antes de que éste se hundiera.

## Accidente
Tras el despegue del avión el piloto expresó a los controladores de tráfico aéreo que regresaría a Coari debido a las malas condiciones climáticas, pero cerca de las 13.50 hora local impactó la copa de un árbol antes de caer en picada al río Manacapuru.
Aunque la en la lista oficial de pasajeros se incluían a 20 personas, el portavoz de la compañía aérea que operaba el avión, Manaus Aerotáxi, indicó que en el avión viajaban 24 pasajeros incluyendo a la tripulación, cifra que finalmente aumentó a 26 tras esclarecerse los hechos.
Posteriormente un sobreviviente declararía a medios locales que uno de los motores del avión falló durante el vuelo, y se investiga la relación de este hecho con el mal clima reportado por el piloto.

## Investigación y causas
El Centro de Investigación y Prevención de Accidentes Aeronáuticos (Cenipa) de Brasil llegó hasta el lugar del accidente con el objeto de investigar las causas de este. Se han señalado como posibles detonantes de la caída del avión el sobrepeso, la falta de combustible o el uso de queroseno en malas condiciones.
Los componentes del motor fueron enviados a Manaus para una investigación más exhaustiva por parte de los investigadores del Cenipa, mientras que los restos de la carcasa serán desmontados y reciclados.
Por otra parte, la Agencia Nacional de Aviación Civil de Brasil informó la apertura de un proceso administrativo para averiguar posibles fallas en las condiciones de seguridad de Manaus Aerotáxi.